# Torneo Apertura 2004 (Guatemala)
El Torneo de Clausura 2004 fue el 10º torneo corto del fútbol guatemalteco de la Liga Nacional en Guatemala, quedando como campeón el Municipal.

## Equipos

### Equipos participantes
| Club                                   | Ciudad              | Departamento   | Estadio                         | Capacidad |
| -------------------------------------- | ------------------- | -------------- | ------------------------------- | --------- |
| Antigua GFC                            | Antigua Guatemala   | Sacatepéquez   | Estadio Pensativo               | 9.000     |
| Aurora Fútbol Club                     | Ciudad de Guatemala | Guatemala      | Estadio del Ejército            | 13.300    |
| Club Social y Deportivo Comunicaciones | Ciudad de Guatemala | Guatemala      | Estadio Cementos Progreso       | 17.000    |
| Club Social y Deportivo Municipal      | Ciudad de Guatemala | Guatemala      | Estadio del Trébol              | 25.000    |
| Cobán Imperial                         | Cobán               | Alta Verapaz   | Estadio José Ángel Rossi        | 15.000    |
| Heredia                                | San José            | Petén          | Estadio Julián Tesucún          | 10.000    |
| Deportivo Jalapa                       | Jalapa              | Jalapa         | Estadio Las Flores              | 10.000    |
| Deportivo Marquense                    | San Marcos          | San Marcos     | Estadio Marquesa de la Ensenada | 10.000    |
| Suchitepequez                          | Mazatenango         | Suchitepéquez  | Estadio Carlos Salazar Hijo     | 10.000    |
| Xelajú Mario Camposeco                 | Quetzaltenango      | Quetzaltenango | Estadio Mario Camposeco         | 10.000    |

### Equipos por Departamento
| Departamento   | N.º | Equipos                           |
| -------------- | --- | --------------------------------- |
| Guatemala      | 3   | Aurora, Comunicaciones, Municipal |
| Alta Verapaz   | 1   | Cobán Imperial                    |
| Jalapa         | 1   | Jalapa                            |
| Quetzaltenango | 1   | Xelajú                            |
| Sacatepéquez   | 1   | Antigua GFC                       |
| San Marcos     | 1   | Marquense                         |
| Suchitepéquez  | 1   | Suchitepequez                     |
| Petén          | 1   | Heredia                           |

## Fase de clasificación
|  | Pos. | Equipos        | PJ | PG | PE | PP | GF | GC | Dif. | PTS | Clasificación        |
|  | ---- | -------------- | -- | -- | -- | -- | -- | -- | ---- | --- | -------------------- |
|  | 1º   | Municipal      | 18 | 9  | 4  | 5  | 38 | 22 | +16  | 31  | Semifinales          |
|  | 2º   | Comunicaciones | 18 | 9  | 4  | 5  | 34 | 20 | +14  | 31  | Semifinales          |
|  | 3º   | Marquense      | 18 | 9  | 3  | 6  | 33 | 25 | +8   | 30  | Acceso a semifinales |
|  | 4º   | Suchitepéquez  | 18 | 8  | 5  | 5  | 32 | 30 | +2   | 29  | Acceso a semifinales |
|  | 5º   | Xelajú MC      | 18 | 6  | 8  | 4  | 21 | 22 | -1   | 26  | Acceso a semifinales |
|  | 6º   | Heredia        | 18 | 5  | 8  | 5  | 26 | 29 | -3   | 23  | Acceso a semifinales |
|  | 7º   | Cobán Imperial | 18 | 7  | 2  | 9  | 25 | 29 | -4   | 23  |                      |
|  | 8º   | Jalapa         | 18 | 7  | 2  | 9  | 34 | 40 | -6   | 23  |                      |
|  | 9°   | Antigua GFC    | 18 | 6  | 1  | 11 | 20 | 29 | -9   | 19  |                      |
|  | 10º  | Aurora         | 18 | 3  | 5  | 10 | 18 | 35 | -17  | 14  |                      |
|  |      |                |    |    |    |    |    |    |      |     |                      |

## Líderes individuales

### Trofeo Botín de Oro
Posiciones Actuales.
| N.º | Jugador         | Goles | Penales | Equipo                  |
| --- | --------------- | ----- | ------- | ----------------------- |
|     | Edwin Villatoro | 18    | 2       | Deportivo Suchitepequez |

## Fase Final
|  | Clasificación a Semifinales | Clasificación a Semifinales | Clasificación a Semifinales | Clasificación a Semifinales | Clasificación a Semifinales |  |  | Semifinales | Semifinales    | Semifinales | Semifinales | Semifinales |  |  | Final | Final          | Final | Final | Final |
|  |                             |                             |                             |                             |                             |  |  |             |                |             |             |             |  |  |       |                |       |       |       |
|  |                             |                             |                             |                             |                             |  |  | 1           | Municipal      | 0           | 2           | 2           |  |  |       |                |       |       |       |
|  | 4                           | Suchitepéquez               | 1                           | 1                           | 2                           |  |  | 5           | Xelajú MC      | 2           | 0           | 2           |  |  |       |                |       |       |       |
|  | 5                           | Xelajú MC                   | 2                           | 2                           | 4                           |  |  |             |                |             |             |             |  |  | 1     | Municipal      | 5     | 4     | 9     |
|  |                             |                             |                             |                             |                             |  |  |             |                |             |             |             |  |  | 2     | Comunicaciones | 1     | 1     | 2     |
|  |                             |                             |                             |                             |                             |  |  | 3           | Marquense      | 3           | 1           | 4           |  |  |       |                |       |       |       |
|  | 3                           | Marquense                   | 2                           | 2                           | 4                           |  |  | 2           | Comunicaciones | 1           | 5           | 6           |  |  |       |                |       |       |       |
|  | 6                           | Heredia                     | 3                           | 0                           | 3                           |  |  |             |                |             |             |             |  |  |       |                |       |       |       |

| Campeón Clausura 2004 |
| Municipal 21° Título  |
| --------------------- |